# نئوروکینین آ
نئوروکینین آ (به انگلیسی: Neurokinin A) با فرمول شیمیایی C50H80N14O14S یک ترکیب شیمیایی با شناسه پاب‌کم 55582 است. که جرم مولی آن ۱۱۳۳٫۳۲ گرم بر مول می‌باشد. 